# Skream
Skream, de son vrai nom Oliver Dene Jones (né à West Wickham, Bromley, à Londres le 1er juin 1986), est un musicien britannique de dubstep. Il est aussi producteur. Il joue un très grand rôle dans le développement du dubstep dans le monde.
Il sort son premier disque Skream! en 2006, puis un deuxième, Outside the Box, en 2010. Entre ces deux disques, il enchaîne les collaborations (Benga, Artwork...), les singles et monte un groupe de dubstep, Magnetic Man. 

## Biographie
En 2007, les titres Angry et Colourful de Skream, ainsi qu'un mix exclusif, sont diffusés dans la série télévisée pour adolescents Skins, diffusée sur la chaîne E4. C'est la première fois que le dubstep apparaissait à la télévision.
En janvier 2011, Benga et lui quittent Rinse pour remplacer Alex Metric dans son créneau In New DJs We Trust sur BBC Radio 1. Le duo obtient finalement un créneau hebdomadaire sur Radio 1, qui débute en avril 2012. L'un de ses morceaux intitulé Listenin' to the Records on My Wall de l'album Outside the Box est utilisée dans le jeu de course automobile Dirt 3, sorti en 2011,,.
Jones a travaillé avec de nombreux artistes pop de premier plan. Outre La Roux, il produit et collabore avec des artistes tels que Kelis, Miles Kane et Chromeo.
En réponse à son succès, Jones lance sa tournée Skreamizm afin de changer de rythme par rapport aux concerts dans les arènes et aux festivals, optant pour des sets de trois heures dans de petits clubs. Lors de ces concerts, il incorpore davantage de disco, de house et de techno dans ses sets. En mars 2013, il contribue à un mix house pour All Gone Miami 2013 de Pete Tong sur Defected Records, un label discographique de house de premier plan qui sort chaque année des compilations dédiées à Miami et à Ibiza. Resident Advisor écrit qu'avec cette sortie, il gagne « l'entrée dans l'une des institutions les plus établies de la house ».

## Discographie

### Albums studio
- 2006 : Skream!
- 2010 : Outside the Box